# قائمة مدربي نادي النصر السعودي
مُنذ أن تأسّس نادي النّصر السّعودي، تعاقب على تدريبه 76 مُدربًا.

## قَائمة المُدرّبين
- أحمد الجوكر (1960–62)
- أحمد عبدالله (1962–65)
- لمعت قطنا (1966–67)
- عبدالمجيد ترناح (1967–69)
- حسن سلطان (1969–70)
- زكي عثمان (1971)
- ميمي عبد المجيد (1972)
- حسن خيري (1973–74)
- محمود أبو رجيلة (1975)
- فيفاس (1976)
- ليوبيسا بروشتش (1976–79)
- شيكو فورميغا (1980–81)
- ماريو زاغالو (1981)
- فرانسيسكو سارنو (1983)
- خوسيه سيرا (1983)
- باولو سيزار كاربجياني (1983–84)
- روبرت هيربان (1985–86)
- بيلي بينغهام (1987–88)
- جويل سانتانا (1988–89)
- يوسف خميس (1989)
- كلاوديو دوارت (1990)
- ناصر الجوهر (1990–91)
- دراغوسلاف سيكولاراك (1992)
- قاديس (1992–93)
- ناصر الجوهر (1993)
- ماجد عبد الله (1993)
- جين فيرنانديز (1993–94)
- هنري ميشيل (1995)
- يوسف خميس (1995)
- جين فيرنانديز (1995–96)
- إيلي بلاتشي (1996–97)
- ديميتار بينيف (1997)
- دوشان أوهرين (1997–98)
- جين فيرنانديز (1998)
- خوسيه دوترا دوس سانتوس (1998–99)
- بروسوبيو كاردوسو (1999)
- ميلان جيفادينوفيتش (2000)
- يوسف خميس (2000)
- أرتور جورج (2000–01)
- هيكتور نونيز (2001)
- صالح المطلق (2001)
- جورج هابيجر (2001–02)
- خوليو أسد (2002–03)
- ليوبيشا تومباكوفيتش (2003)
- ميركيا ريدنيك (2004)
- محسن صالح (2004)
- ديميتار ديميتروف (2004–05)
- ماريانو باريتو (2005–06)
- خالد القروني (2006)
- يوسف خميس (2006)
- أرتور جورج (2006)
- جورج هابيجر (2006–07)
- إيدنالدو باتريسيو (2007)
- فوكي بوي (2007)
- خوليو أسد (2007)
- رادان غاسانين (2008)
- إدغاردو باوزا (2009)
- خورخي دا سيلفا (2009–10)
- والتر زينغا (2010)
- دراغان سكوسيتش (2011)
- جوستافو كوستاس (2011)
- علي كميخ (2011)
- فرانشيسكو ماتورانا (2011–12)
- جوزيه دانيال كارينيو (2012–14)
- راؤول كانيدا (2014)
- خورخي دا سيلفا (2014–15)
- رينيه هيجيتا (مؤقت) (2015)
- فابيو كانافارو (2016)
- رينيه هيجيتا (مؤقت) (2016)
- راؤول كانيدا (2016)
- زوران ماميتش (2016–17)
- باتريس كارتيرون (2017)
- ريكاردو غوميش (2017)
- جوستافو كوينتيروس (2017–18)
- جوزيه دانيال كارينيو (2018)
- روي فيتوريا (2019–20)
- مانو مينيزس (2020 - 2021)
- مارسيلو سالازار (2021)
- بيدرو ايمانويل (2021)
- مارسيلو سالازار (2021)

كاسترو ٢٠٢٣